# Anolis argenteolus
Anolis argenteolus (кубинський стовбуровий аноліс) — вид ігуаноподібних ящірок родини анолісових (Dactyloidae). Ендемік Куби.

## Поширення і екологія
Кубинські стовбурові аноліси поширені на сході Куби. Вони живуть в тропічних лісах і чагарникових заростях, трапляються в садах, на плантаціях та поблизу людських поселень. Живляться мурахами, іншими комахами та павуками. Відкладають яйця.